# Sebastián Albella
Sebastián Albella Amigo (Castelló de la Plana, 1958) és un jurista valencià que exerceix la funció de president de la Comissió Nacional del Mercat de Valors (CNMV) des del 25 de novembre de 2016.

## Biografia
Es va llicenciar en Dret per la Universitat de Navarra en 1980. Des de 1984 pertany al Cos Superior d'Advocats de l'Estat.
De 1986 a 1988 va ser sotsdirector general de Política Financera i primer secretari del Consell i responsable dels serveis jurídics de la CNMV. Va formar part de l'equip que va redactar la Llei del Mercat de Valors.
En 2015 va ser nomenat soci del consell mundial de Linklaters, despatx d'advocats pel qual treballava des de 2005, provinent d'un altre despatx, Ramón y Cajal, del que va ser cofundador.